# Lillsjön (Ringarums socken, Östergötland, 646328-153532)
Lillsjön är en sjö i Valdemarsviks kommun i Östergötland och ingår i Söderköpingsåns huvudavrinningsområde. Sjön har en area på 0,0635 kvadratkilometer och ligger 66 meter över havet.

## Delavrinningsområde
Lillsjön ingår i det delavrinningsområde (647189-153817) som SMHI kallar för Utloppet av Strolången. Medelhöjden är 56 meter över havet och ytan är 58,39 kvadratkilometer. Räknas de 16 avrinningsområdena uppströms in blir den ackumulerade arean 366,57 kvadratkilometer. Avrinningsområdets utflöde Söderköpingsån (Gusumsån) mynnar i havet. Avrinningsområdet består mestadels av skog (50 procent), öppen mark (11 procent) och jordbruk (32 procent). Avrinningsområdet har 3,14 kvadratkilometer vattenytor vilket ger det en sjöprocent på 5,4 procent. Bebyggelsen i området täcker en yta av 0,79 kvadratkilometer eller 1 procent av avrinningsområdet.